# بیرم کیال
بیرم کیال (به انگلیسی: Beram Kayal) هافبک مسلمان و اهل اسرائیل است که از سال ۲۰۰۸ تا ۲۰۱۳ میلادی عضو تیم ملی فوتبال اسرائیل بوده و در ۲۴ بازی ملی حضور داشته است.
برام کایال جزو شهروندان عرب اسرائیل است و مسلمان است. او توانسته در بازی‌های ملی اسرائیل، ۱ گل به ثمر برساند.